# Andy Hunt (Autor)

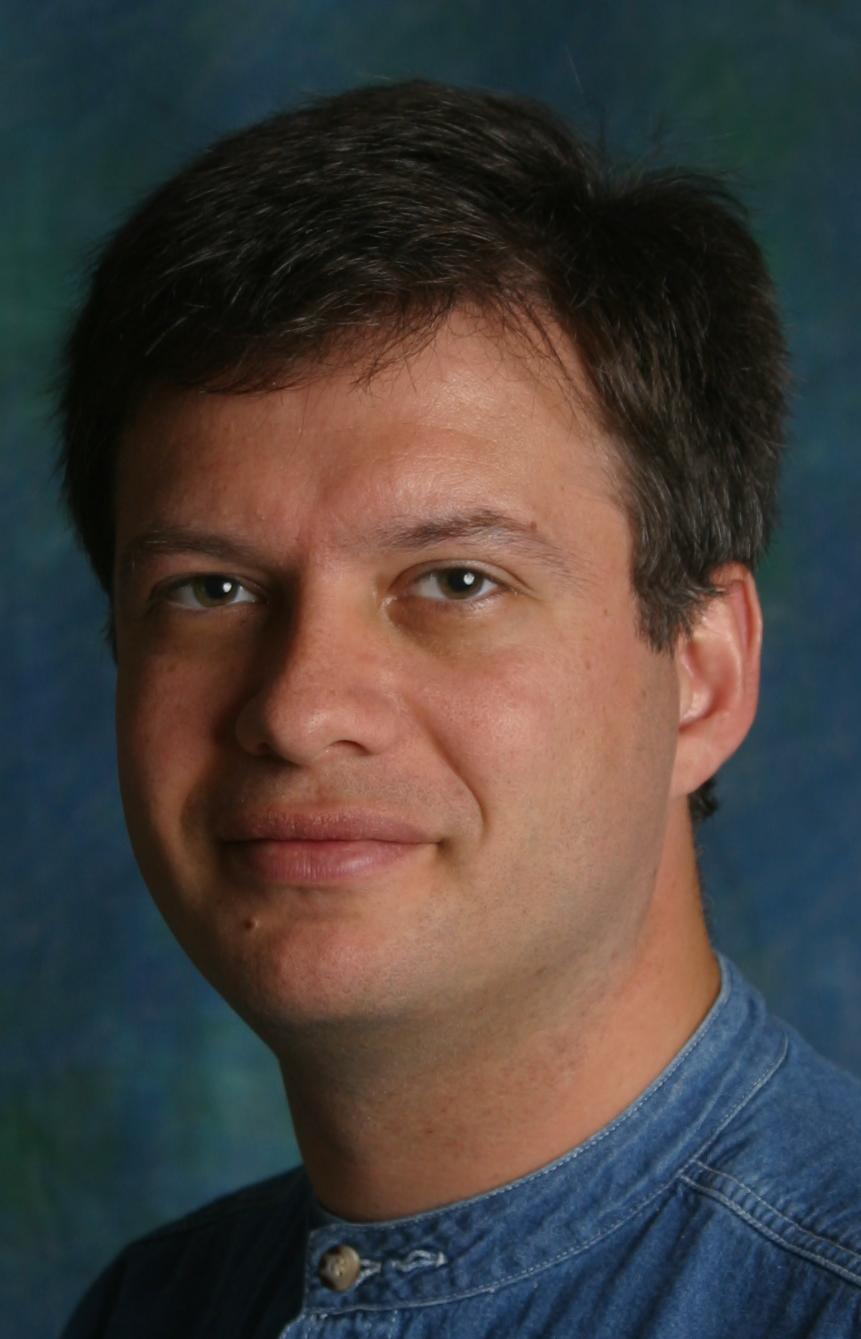
Andy Hunt

Andrew Hunt (* 1964) ist Programmierer und Autor von Büchern zum Thema Softwareentwicklung.

## Leben
Hunt gründete zusammen mit Dave Thomas das Unternehmen The Pragmatic Programmers sowie Pragmatic Bookshelf, eine Serie von Büchern zum Thema Softwareentwicklung. 1999 verfassten sie zusammen das Buch Der pragmatische Programmierer. Im Jahr 2001 war Hunt einer der 17 Originalautoren des Agile Manifesto.

## Publikationen
- mit Dave Thomas: Pragmatisch Programmieren. Versionsverwaltung mit CVS, Hanser, München 2004, ISBN 3-446-22826-8 (englisch: Pragmatic Version Control Using CVS, The Pragmatic Bookshelf, 2003, ISBN 0-9745140-0-4).
- mit Venkat Subramaniam: Practices of an Agile Developer, The Pragmatic Bookshelf, 2006, ISBN 0-9745140-8-X.
- mit Dave Thomas und Matt Hargett: Pragmatic Unit Testing in C# with NUnit, 2. Aufl., The Pragmatic Bookshelf, 2007, ISBN 978-0-9776166-7-1.
- Pragmatic Thinking and Learning. Refactor Your Wetware, The Pragmatic Bookshelf, 2008, ISBN 978-1-934356-05-0.
- mit Dave Thomas und Chad Fowler: Programming Ruby 1.9 & 2.0. The Pragmatic Programmers' Guide, 4. Aufl., The Pragmatic Bookshelf, 2013, ISBN 978-1-937785-49-9.
- Learn to Program with Minecraft Plugins. Create Flaming Cows in Java Using CanaryMod, 2. Aufl., The Pragmatic Bookshelf, 2014, ISBN 978-1-941222-94-2.
- mit Jeff Langr und Dave Thomas: Pragmatic Unit Testing in Java 8 with JUnit, The Pragmatic Bookshelf, 2015, ISBN 978-1-941222-59-1.
- mit David Thomas: Der pragmatische Programmierer. Ihr Weg zur Meisterschaft, Jubiläumsausgabe, Hanser, München 2021, ISBN 978-3-446-46384-4 (englisch: The Pragmatic Programmer, 20th Anniversary Edition, Pragmatic Bookshelf, 2019, ISBN 978-0-13-595705-9).